# أندرياس كارو
أندرياس كارو (باليونانية: Ανδρέας Καρώ) هو لاعب كرة قدم قبرصي في مركز الدفاع، ولد في 9 سبتمبر 1996 في نيقوسيا في قبرص الشمالية. لعب مع أبولون ليماسول.

## وصلات خارجية
- أندرياس كارو على موقع الاتحاد الأوربي (الإنجليزية)
- أندرياس كارو على موقع قاعدة بيانات كرة القدم.إي يو (الإنجليزية)
- أندرياس كارو على موقع ناشيونال فوتبول تيمز (الإنجليزية)
- أندرياس كارو على موقع Soccerway.com (الإنجليزية)